# Habit rouge
Habit rouge est une eau de toilette pour homme créée par Jean-Paul Guerlain en 1965.
La base employée est la Guerlinade inventée en 1921 par Jacques Guerlain, neveu d'Aimé Guerlain, à laquelle ont été ajoutés des essences d'agrumes et des esprits de cuir, de patchouli et d'épices. On y retrouve les senteurs de bergamote et de vanille typiques de la base de la maison Guerlain.
Habit rouge est depuis décliné en eau de parfum, et d'autres produits parfumés, savon, gel douche, déodorant etc.